# Schwertberg
Schwertberg är en ort och kommun  i Österrike. Den ligger i distriktet Perg i förbundslandet Oberösterreich, 130 kilometer väster om huvudstaden Wien. 
Kommunen består av elva orter (Ortschaften) (inom parentes invånarantal 1 januari 2024):

- Aiser (156)
- Aisting (438)
- Am Dachsberg (62)
- Doppl (119)
- Josefstal (27)
- Lina (119)
- Obenberg (15)
- Schwertberg (4 012)
- Unterjosefstal (7)
- Windegg (268)
- Winden (289)